# Joseph Bossert
Joseph François Bossert (Blandy-les-Tours, 30 de novembro de 1851 – 21 de junho de 1906) foi um astrônomo francês.
Bossert começou a estudar aos quinze anos de idade no Observatório de Paris. Calculou a órbita de asteroides e cometas. Foi o autor principal de três catálogos de cometas:
- Catalogue de 3950 étoiles dont les coordononnés moyennes sont ramenées à l'équinoxe de 1800,0 (1892)
- Catalogue des movements propres de 2641 étoiles (1895)
- Catalogue des étoiles brillantes destiné aux astronomes, voyaguers, ingénieurs et marins (1906)[2]

Foi também um dos principais contribuidores do projeto Carte du Ciel iniciado por Ernest Mouchez em 1887.
Bossert recebeu o Prêmio Lalande de 1888 e o Prêmio Valz de 1896.